# Orangerandig tryckarfisk
Orangerandig tryckarfisk (Balistapus undulatus), även kallad Orangestrimmig tryckarfisk är den enda arten inom släktet Balistapus. Den lever i Indiska oceanen och Stilla havet, på 2-50 meters djup.
Utbredningsområdet sträcker sig norrut till Röda havet och södra Japan samt söderut till Madagaskar och östra Australien. Exemplaren lever nära klippor och korallrev.
Orangerandig tryckarfisk har små fiskar, havslevande blötdjur, svampdjur och andra smådjur som föda. Den föredrar sjöborren Echinometra mathaei. Exemplaren blir upp till 30 cm långa. Några honor blir könsmogna vid en längd av 8,5 cm och de flesta honor när de är 15,5 cm långa. Hannar är minst 13 cm långa vid könsmognaden. Äggen läggs i klunkar.
För beståndet är inga hot kända. Hela populationen anses vara stabil. IUCN listar arten som livskraftig (LC).